# Elezioni presidenziali in Austria del 1986
Le elezioni presidenziali in Austria del 1986 si tennero il 4 maggio (primo turno) e l'8 giugno (secondo turno). Fu eletto Presidente il candidato sostenuto dal Partito Popolare Austriaco, Kurt Waldheim.

## Risultati
| Kurt Waldheim       | Partito Popolare Austriaco      | 2 343 463 | 49,65 | 2 464 787 | 53,91 |  |  |  |
| Kurt Steyrer        | Partito Socialista d'Austria    | 2 061 104 | 43,67 | 2 107 023 | 46,09 |  |  |  |
| Freda Meissner-Blau | I Verdi                         | 259 689   | 5,50  |           |       |  |  |  |
| Otto Scrinzi        | Partito della Libertà Austriaco | 55 724    | 1,18  |           |       |  |  |  |
| Totale              | Totale                          | 4 719 980 | 100   | 4 571 810 | 100   |  |  |  |
|                     |                                 |           |       |           |       |  |  |  |
| Voti non validi     | Voti non validi                 | 144 729   | 2,98  | 174 039   | 3,67  |  |  |  |
| Votanti             | Votanti                         | 4 864 709 |       | 4 745 849 |       |  |  |  |